# زربابل

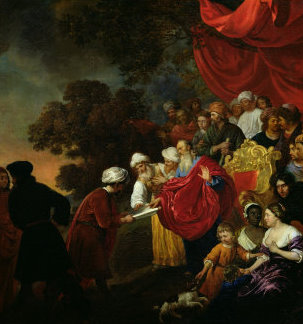
زربابل يعرض مخطط أورشليم على سيروس

زربابل (بالعبرية: זְרֻבָּבֶל)، (باليونانية: Ζοροβάβελ)‏،(باللاتينية: Zorobabel)، كان الحاكم الفارسي لإقليم يهوده، وحفيد يهويا كين، ملك يهوذا قبل الأخير. في التقليد اليهودي، قاد زربابل أول مجموعة من اليهود، يُقدر عددها بـ 42360 شخصاًعائدين من الأسر البابلي في السنة الأولى لحُكم سيروس ملك فارِس كما ورد في سفر عزرا. يُعتقد أن التاريخ يتراوح بين 538 ق. م. و520 ق. ق. م. كما يٌعتقد أن زربابل أرسى أساسات المعبد الثاني في أورشليم بعد ذلك. [بحاجة لمصدر]
في كل حكايات التوراة التي تذكر زربابل، فإنّه دوماً يتصل بالكاهن الأعظم الذي عاد معه هوشع، بن يوزدك. وقاد الاثنان معاً أول موجة عودة يهودية من المنفى، وبدءا في بناء المعبد كما ورد في سِفر عزرا.[هل المصدر موثوق به؟] يصف كسلر إقليم يهوده بوصفه مقاطعة صغيرة تحتوي على أراضٍ تمتد 25 كيلومتر من أورشليم، كانت ذات حكم ذاتي قبل الحكم الفارسي.[بحاجة لمصدر] كان زربابل حاكم هذا الإقليم، حيث عينه الملك داريوس الأول في هذا المنصب. وبعد تعيينه، فقد بدأ في بناء المعبد. [بحاجة لمصدر] يتكهن إلياس بركمان بأن سبب إعادة زربابل لبناء المعبد يعود إلى اتساع نطاق الثورات في عهد دارا الأول في 522 ق. م. مما شغله عن المقاطعات بشكلٍ جعل زربابل يشرع في البناء من دون العودة إليه.

## زربابل والسلالة الداؤدية
لعن إرميا سلالة داؤد من يهويا كين قائلاً إنّه لن يجلس على العرش أحد من أولاد «كونياه» أبداُ، وكان زربابل متحدراً من السلالة الداؤدية الرئيسية عن طريق سليمان ويكونياه.
في أسفار الأنبياء زكريا وحجي عبارات غير واضحة حول سلطة زربابل في تنبؤاتهما، حيث أن زربابل كان إما أن يكون عرضة لنبوءة خاطئة، أو المستفيد من هبة إلهية ليرتقي العرش. في الحالين، كان عليه أن يبني المعبد في السنة الثانية من حكم داريوس الأول مع هوشع.[بحاجة لمصدر]

## الاسم
إذا كان اسم زربابل من العبرية، قد يكون لفظة " Zərua' Bāvel" ((بالعبرية: זְרוּעַ בָּבֶל))، بمعنى«مزرعة من بابل»، ويتعلق الأمر بطفل يُصور أنه ولدت في بابل. أو ربما، ZərûyZərûy Bāvel ((بالعبرية: זְרוּי בָּבֶל))، معنى «مُغربل بابل»، إشارة إلى منفاه في بابل.
و إذا كان الاسم من غير العبرية وإنما الآشورية/البابلية، فإن لفظة زورو بابل "Zəru Bābel"، بمعنى «بذرة بابل»، أي الذي صنع في بابل. (على النقيض من الصيغة العبرية ذات الصلة بالـ «بذور»: العبرية: זֶרַע، ZERA.)
زربابل قد يكون اسمه على الطراز البابلي بسبب تفاعله مع المحكمة البابلية.